# Insel
Insel là một đô thị thuộc huyện Stendal, bang Sachsen-Anhalt, Đức. Đô thị Insel có diện tích 25,16 km², dân số thời điểm ngày 31 tháng 12 năm 2006 là 754 người.